# Cetinje
Cetinje (italijansko Cettigne, grško Κετίγνη, latinizirano: Ketígni) je mesto in občina na jugu Črne gore.
Mesto, ki leži na nadmorski višini 660 metrov in šteje 12 504 prebivalce (popis 2023), je bilo nekdaj najmanjša evropska prestolnica.
Na Cetinju ima sedež Črnogorsko-primorska metropolija Srbske pravoslavne cerkve, obenem pa tudi avtokefalna Črnogorska pravoslavna cerkev.

## Zgodovina
Nekdanja prestolnica Črne gore, ki je nastala 1482 kot zadnje oporišče Ivana Crnojevića, vladarja Zete, je ohranila starodavno obeležje, ki dopolnjuje privlačnost, ki jo mestu dajejo ohranjeni kulturno-zgodovinski spomeniki in naravno okolje. Med umikom pred osvajalnim pohodom turške vojske se je I. Crnojević ustavil na majhnem kraškem polju sredi lovčenske pokrajine, ki se razprostira pod goro Lovćen in dal zgraditi dvor, dve leti kasneje pa še samostan, v katerem je nastanil sedež zetske metropolije. Tako je doslej nepomembno naselje Cetinje postalo novo zgodovinsko središče. Začetek novega naselja je pomenil konec srednjeveške zetske in začetek nove črnogorske zgodovine. Cetinje je postalo politično in duhovno središče zadnje svobodne balkanske države.
 Med številnimi znamenitostmi preteklosti je vsekakor treba poudariti Cetinjski samostan, postavljen leta 1484, v katerem so 1493 v prvi tiskarni na Balkanu natisnili sloviti Cetinjski oktoih, prvo knjigo, tiskano v slovanskem jeziku. V samostanu je sedaj shranjena bogata zbirka knjig in rokopisov. Leta 1692 je skadarski paša na uničevalnem pohodu porušil naselje in samostan. Dvajset let pozneje so čete bosanskega vezirja po hudih bojih prodrle do Cetinja in komaj obnovljeno naselje ponovno porušile. Šele v času vladike Petra II. Petrovića Njegoša se je mesto pričelo načrtno razvijati. Leta 1838 so postavili znamenito stavbo »biljarda«, v katero se je vladika Njegoš preselil.
V času vladavine kneza Nikolaja I. Petrovića Njegoša, od 1860 pa do začetka črnogorsko-turške vojne, se je Cetinje razvilo in njegovo prebivalstvo je naraščalo. Po Berlinskem kongresu, ki je Črni gori priznal suverenost, je nastalo daljše obdobje miru, kar je omogočilo razširitev glavnega mesta na urbanistični zasnovi. Ta razvoj so za nekaj časa zaustavile balkanske in prva svetovna vojna. Po koncu vojne se je Črna gora vključila v novo jugoslovansko državo in Cetinje je postalo administrativno središče Zetske banovine.
Po končani drugi svetovni vojni je postalo glavno mesto Črne gore Titograd (sedaj Podgorica), Cetinje pa je ostalo črnogorsko kulturno središče z ohranjenim starim mestnim jedrom in številnimi kulturnimi spomeniki, med katere vsekakor spada tudi Vlaška cerkev, ki izvira iz 1450, današnji izgled pa je dobila 1864. Posebna vrednost tega kulturnega spomenika je cerkvena ograja sestavljena iz puškinih cevi, zaplenjenih nasprotnikom v osvobodilnih vojnah 1858-1878.

## Druge znamenitosti
Najbolj obiskovana znamenitost Cetinja je Njegošev mavzolej, to je v majhna iz marmorja zgrajena kapela vrh Lovćena. Druga pomembna znamenitost pa je tudi Zetski dom, prvo gledališče v Črni gori, ki je bil ob umiku avstrijske vojske 1918 s Cetinja požgan. Po obnovitvi je bil vse do 1960 hrbtenica gledališkega življenja v črni gori.
Po priznanju samostojnosti 1878 so številne evropske države v mestu odprla svoja diplomatska predstavništva in na lepih lokacijah postavila reprezentančne zgradbe. Med te sodi tudi Vladin dom, dograjen 1910. Namenjen je bil državni administraciji. To je bila v tistem času najrazkošnejša zgradba v mestu, sedaj je predsedniška palača.  

## Demografija
| Pregled števila prebivalstva po letih | Pregled števila prebivalstva po letih | Pregled števila prebivalstva po letih | Pregled števila prebivalstva po letih | Pregled števila prebivalstva po letih | Pregled števila prebivalstva po letih | Pregled števila prebivalstva po letih | Pregled števila prebivalstva po letih | Pregled števila prebivalstva po letih |
| ------------------------------------- | ------------------------------------- | ------------------------------------- | ------------------------------------- | ------------------------------------- | ------------------------------------- | ------------------------------------- | ------------------------------------- | ------------------------------------- |
| 1948                                  | 1953                                  | 1961                                  | 1971                                  | 1981                                  | 1991                                  | 2003                                  | 2011                                  | 2023                                  |
| 9038                                  | 9102                                  | 9359                                  | 11 876                                | 14 088                                | 15 946                                | 15 137                                | 13 918                                | 12 504                                |